# Henning Kronstam
Henning Kronstam (Copenaghen, 29 giugno 1934 – Copenaghen, 28 maggio 1995) è stato un ballerino e direttore artistico danese.

## Biografia
All'età di nove anni cominciò a studiare danza con il Balletto Reale Danese. Successivamente si unì al corpo di ballo della compagnia all'età di secidi anni e a ventuno si fu promosso a solista. Fu uno dei principali ballerini del Balletto Reale Danese per oltre due decenni, durante i quali danzò oltre centoventi ruoli, molti dei quali originati da lui. Tra essi anche Romeo in Romeo e Giulietta coreografato da Frederick Ashton (1955), Secrets con le coreografie di John Cranko (1956) e Lo schiaccianoci con le coreografie di Flemming Flindt (1971).
Nel 1976 successe a Flindt come maestro di balletto della compagnia danese e successivamente curò la direzione artistica del Festival Bournonville dal 1978 al 1985. Morì a sessant'anni per un'embolia polmonare